# Riversdale (Afrique du Sud)
Riversdale est une ville d'Afrique du Sud située dans la province du Cap-Occidental.

## Localisation
Riversdale est situé à environ 307 km à l'est de la ville du Cap et à 40 km à l'est d'Heidelberg par la route nationale 2 dans la direction de Mossel Bay.
La localité comprend une grande zone rurale de près de 80 km2 et la ville elle-même de Riversdale de 19,62 km2.

## Démographie
Selon le recensement de 2011, Riversdale compte 16 176 habitants (75,24 % de coloureds, 15,33 % de blancs et 8,85 % de noirs).
L'afrikaans est la première langue maternelle de la population locale (92,31 %) devant l'isiXhosa (3,69 %).

## Historique

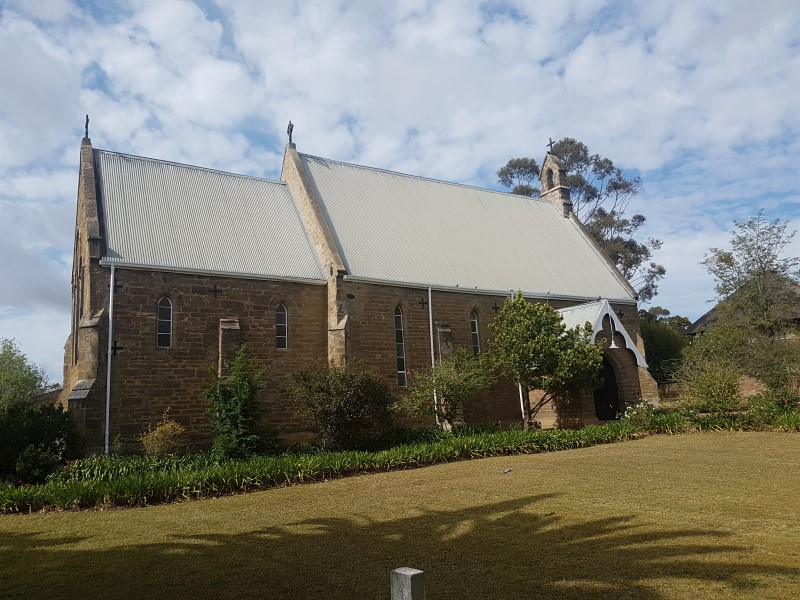
Église anglicane St Matthews (1854-1856)

Le premier européen à explorer la région est Hieronymous Crüse en 1667 afin de troquer du bétail avec les populations Khoi. Une vingtaine d'années plus tard, Izak Schryver se lie d'amitié avec Goukou, le chef de la tribu Hessequa.
Dans les années 1770, des agriculteurs commencent à s'installer et y bâtissent des fermes (Plattekloof, Assegaaibosch, Welgevonden, Hollebak, Doornkraal et Zeekoegat).
En août 1838, l'église réformée hollandaise de Swellendam décide d'établir une nouvelle paroisse dans la région et rachète la ferme de Doornkraal, sur les rives de la rivière Vet. Si le nom de Riversville est d'abord évoqué pour remercier Harry Rivers, commissaire et magistrat résident de Swellendam de 1834 à 1841, c'est le nom de Riversdale qui est finalement retenu pour la nouvelle paroisse. La congrégation est fondée en 1839 puis le district de Riversdale proclamé le 9 mars 1848 par le gouverneur de la colonie du Cap, Sir Harry Smith qui nomme alors le premier magistrat de la localité.
Le 6 juin 1849, Riversdale reçoit le statut de municipalité.
En 1882, Riversdale comprend environ 250 logements. La vie économique et sociale est alors centrée sur Main street, une belle rue plantée de chênes de chaque côté.

## Personnalités locales
- Cornelis Jacobus Langenhoven passa les deux dernières années de sa vie scolaire à Riversdale.
- Dalene Matthee née à Riversdale
- Johannes Meintjes (1923-1980), écrivain né à Riversdale
- Adriaan Lodewicus Badenhorst, député de Riversdale de 1921 à 1942
- P. K. Le Roux député de Riversdale en 1942-1943

## Administration
Riversdale est le chef-lieu de la municipalité d'Hessequa.

## Tourisme
Riversdale est situé sur l'autoroute qui mène à la route des Jardin (Garden Route). La ville dispose de nombreuses maisons de style hollandais du Cap.